# Øksnes
Gmina Øksnes (norw. Øksnes kommune) – norweska gmina leżąca w regionie Nordland. Jej siedzibą jest miasto Myre.
Øksnes jest 268. norweską gminą pod względem powierzchni.

## Demografia
Według danych z roku 2005 gminę zamieszkuje 4550 osób, gęstość zaludnienia wynosi 14,34 os./km². 
Pod względem zaludnienia Øksnes zajmuje 214. miejsce wśród norweskich gmin.
| ludność stan na 1 stycznia 2005 |         |           |       |
|                                 | kobiety | mężczyźni | razem |
| osób                            | 2247    | 2303      | 4550  |
| %                               | 49,38%  | 50,62%    | 100%  |

| wykształcenie stan na 1 października 2004 |        |         |        |        |
|                                           | podst. | średnie | wyższe | niezn. |
| osób                                      | 1256   | 1813    | 384    | 68     |
| %                                         | 35,67% | 51,49%  | 10,91% | 1,93%  |

## Edukacja
Według danych z 1 października 2004:
- liczba szkół podstawowych (norw. grunnskolar): 7
- liczba uczniów szkół podst.: 697

## Władze gminy
Według danych na rok 2011 administratorem gminy (norw. rådmann) jest Ole Martin Karlsen, natomiast burmistrzem (norw. ordfører, d. borgermester) jest John Harald Danielsen.